# 新宅雅也
新宅 雅也（しんたく まさなり、一時期、永灯至（ひさとし)に改名していたが、現在は雅也に復している）、1957年12月20日 - ）は、広島県三原市出身の陸上競技、マラソン選手。広島県西条農業高校、日本体育大学卒業。1970年代後半から1980年代にかけて瀬古利彦、宗茂・宗猛兄弟、伊藤国光、中山竹通らとともに日本陸上界をリードした名選手である。

## 経歴
広島県三原市立幸崎中学校で、陸上部に入り陸上をはじめた。中学時代は目立った選手ではなかったが、負けず嫌いで、練習は熱心で、一人で遅くまで走っていることも多かった。高校進学では、駅伝で有名な世羅高校を希望したが、学区が違うため、広島県立西条農業に進学し、約2時間かけて通学していた。田園風景のバラス（砂利）道を走り足腰を鍛えた。当時箱根駅伝5連覇、全日本大学駅伝3連覇等駅伝で実績のある実力校日本体育大学に進学し、トラック競技で活躍。在学中から多くの国際大会に参加。1977年、ユニバーシアード第9回ソフィア大会で3000m障害出場。1978年、第8回アジア大会（バンコク）では3000m障害物で金メダル。この1ヶ月後に出場した箱根駅伝（55回大会）での山登りの激走は有名。1979年に国立霞ヶ丘競技場陸上競技場において3000m障害で8分25秒8の日本学生最高記録を出す。この記録は、2020年に三浦龍司に8分19秒3で更新されるまで、41年残り続けた。この頃同期の中村孝生、瀬古らと共に中村清の指導を受け、卒業後は中村が指揮を執るヱスビー食品で指導を受けたいと思うようになっていった。このことで一時日体大関係者の中に「新宅、中村は卒業してもOB会には入れない」と不快感を示す者も現れた。その状況下でも新宅と中村は「それはそれ、これはこれ」と割り切り、1980年の箱根駅伝（56回大会）では快走し、瀬古を擁する早稲田大学を下して優勝を果たした。日体大卒業後は中村、瀬古とヱスビー食品に入社。この3人だけで東日本実業団対抗陸上競技大会に出場し団体優勝。1984年～1988年の全日本実業団駅伝4連覇にも貢献した。中村監督の指導を受け、自身も1980年3000m障害で、8分19秒52の日本記録を出した。これは2003年、岩水嘉孝が抜くまで23年間破られなかった。モスクワオリンピックの3000m障害代表にも選ばれたが、日本が大会をボイコットした。また1982年、第9回アジア大会（ニューデリー）5000m金メダル、1984年ロサンゼルスオリンピック10000m出場。1986年第10回アジア大会(ソウル)5000m銀メダル・10000m金メダルを獲得。
また日本陸上競技選手権5000m、10000m、3000m障害、マラソンと複数種目を合計した優勝回数「13」は、室伏広治がハンマー投単一種目で2008年に更新するまで男子の日本記録であった（室伏は2012年「18」まで更新）。
1985年、マラソンに転向し、2月の東京国際マラソンで初マラソンの日本記録を出す。同年12月、福岡国際マラソンで優勝。1987年は中山竹通に次いで2位となり、ソウルオリンピックマラソン代表に選ばれる。3大会に渡って長距離3種目のオリンピック代表になった日本選手は、新宅を置いて他にない。
1988年、ソウルオリンピック・マラソン出場、メダル争いに絡む事が出来ず17位に終わった。1990年ヱスビー食品を退社し1991年、大正海上に入社し監督を兼任。会社の合併で三井住友海上陸上競技部監督を務める。女子の監督も要望されたが、男子の監督にこだわった。しかし、選手の育成に伸び悩み、2005年5月31日に同社を退職。2007年に体育大学予備校「体育進学センター」の講師に就任し、現在も後進の指導にあたっている。

## 自己ベスト
- マラソン 2時間09分51秒 （1985年福岡国際マラソン優勝）
- 10マイル日本記録保持者  45分40秒 84/02/19 唐津10マイル

## マラソン成績
| 年月    | 大会名               | タイム      | 順位   | 備考                       |
| ------- | -------------------- | ----------- | ------ | -------------------------- |
| 1985.02 | 東京国際マラソン     | 2：12：23   | 3位    | 初マラソン日本最高（当時） |
| 1985.12 | 福岡国際マラソン     | 2：09：51   | 優勝   | 生涯自己記録               |
| 1986.12 | 福岡国際マラソン     | ----------- | (棄権) |                            |
| 1987.12 | 福岡国際マラソン     | 2：10：34   | 2位    | ソウル五輪代表選考会       |
| 1988.10 | ソウルオリンピック   | 2：15：42   | 17位   |                            |
| 1990.04 | ロッテルダムマラソン | 2：15：17   | 4位    |                            |
| 1990.09 | ベルリンマラソン     | 2：12：49   | 8位    |                            |
| 1992.02 | 東京国際マラソン     | 2：20：34   | 21位   |                            |